# Contea di Kojonup
La contea di Kojonup è una delle undici Local Government Areas che si trovano nella regione di Great Southern, in Australia Occidentale. Essa si estende su di una superficie di circa 2.932 chilometri quadrati ed ha una popolazione di 2.152 abitanti.